# Kinderen in Gods hand
Kinderen in Gods hand is een Vlaamse film uit 1958 geregisseerd door Hein Beniest.

## Hoofdrollen
| Acteur                | Personage      |
| --------------------- | -------------- |
| Helene Overlaet       | Ylonka         |
| Rudi Mattens          | Ferenc         |
| Elza Van Cant         | Directrice     |
| Herman Van der Eecken | Monsieur Fedor |
| Aloïs Overlaet        | Pater Koenraad |
| Cois Cassiers         | Pater          |
| Jef Cassiers          | Pater          |